# Sertularia suensoni
Sertularia suensoni is een hydroïdpoliep uit de familie Sertulariidae. De poliep komt uit het geslacht Sertularia. Sertularia suensoni werd in 1913 voor het eerst wetenschappelijk beschreven door Levinsen. 